# Dance Across the Floor
Dance across the floor is een single van de Amerikaanse zanger Jimmy Bo Horne uit juni 1978. Het is afkomstig van zijn album met dezelfde titel, eveneens uit 1978. Zowel single als album zijn borelingen van Harry Wayne Casey oftewel KC & The Sunshine Band. Allmusic omschrijft het album als zijnde een album van KC & The Sunshine Band, maar dan met een betere zanger.
De single of beter KC & The Sunshine Band, waren beiden destijds zó populair dat de single ook weleens in een film uit die jaren werd gebruikt. Daarna werd het nummer weleens gesampled. DJ Cash Money & Marvelous (The Hard Rocker, 1988), Da Lench Mob (in Freedom Got an AK, 1993) en Cee Lo Green/Christina Aguilera (Nasty, 2007).

## Hitnoteringen
Jimmy Bo Horne scoorde er in thuisland de Verenigde Staten een radiohit mee. De plaat bereikte de 38e positie In de Billboard Hot 100 en in de R&B-lijst haalde de plaat de 8e positie. In Nieuw-Zeeland werd de 4e positie behaald.
In Nederland was de plaat op maandag 5 juni 1978 de 128e AVRO's Radio en TV-Tip en werd ook door dj Ferry Maat veel gedraaid in de Soulshow op de befaamde TROS donderdag op Hilversum 3 en werd een hit in de destijds drie landelijke hitlijsten op de nationale publieke popzender. De plaat bereikte de 5e positie in zowel de Nederlandse Top 40 als de TROS Top 50. In de Nationale Hitparade werd de 8e positie bereikt en in de Europese hitlijst op Hilversum 3, de TROS Europarade, werd de 6e positie bereikt.
In België bereikte de plaat de 7e positie in zowel de voorloper van de Vlaamse Ultratop 50 als de Vlaamse Radio 2 Top 30. In Wallonië werd geen notering behaald.

### Nederlandse Top 40
| Positie: | 24 | 17 | 9 | 6 | 5 | 5 | 11 | 20 | 34 | 37 | 40 | uit |

### Nationale Hitparade
| Positie: | 24 | 17 | 9 | 12 | 8 | 12 | 16 | 21 | 32 | 37 | 36 | uit |

### TROS Top 50
Hitnotering: 08-06-1978 t/m 10-08-1978. Hoogste notering: #5 (2 weken).

### TROS Europarade
Hitnotering: 15-07-1978 t/m 12-08-1978. Hoogste notering: #6 (1 week).

### Vlaamse Radio 2 Top 30
| Positie: | 28 | 17 | 7 | 9 | 9 | 16 | 14 | 20 | uit |

### Vlaamse Ultratop 50
| Positie: | 28 | 16 | 11 | 7 | 8 | 15 | 17 | 21 | uit |

### NPO Radio 2 Top 2000
Dance Across the Floor stond alleen in 2000 in de NPO Radio 2 Top 2000, op plek 1960.